# La Plaça (Blancafort)
La Plaça és una obra de Blancafort (Conca de Barberà) inclosa a l'Inventari del Patrimoni Arquitectònic de Catalunya.

## Descripció
Plaça a mig camí del carrer, entre la part més antiga del nucli i la plaça dels arbres. Hi conflueixen el carrer del Portalet, Argentina i el Raval del Rosselló. S'hi troba l'edifici de l'Ajuntament dos edificis amb porxo d'arcs rodons de pedra. Façanes reformades amb incorporació de noves obertures.